# Ferrovia Porrettana
La ferrovia Bologna-Pistoia, conosciuta anche come ferrovia Porrettana, è una linea ferroviaria lunga 99 km che collega Bologna a Pistoia transitando per Porretta Terme, paese da cui prende il nome.
È in gran parte a singolo binario, a eccezione del tratto iniziale tra Bologna Centrale e Casalecchio Garibaldi, a doppio binario.
Fu il primo collegamento attraverso l'Appennino che, tra la Toscana e l'Emilia-Romagna, scavalcava interamente la dorsale appenninica collegando Bologna a Pistoia. Detta anche Strada ferrata dell'Italia Centrale, venne inaugurata ufficialmente da Vittorio Emanuele II il 2 novembre 1864.
Al tempo fu un'opera di enorme portata ingegneristica, con le sue 47 gallerie e i 35 ponti e viadotti. Il tratto più difficile risultò quello tra Pracchia e Pistoia, dove in 26 km venne superato un dislivello di 550 metri. L'impresa fu affidata all'ingegnere francese Jean Louis Protche che, per non ricorrere alla cremagliera, risolse il problema progettando due tornanti ferroviari nel tratto Piteccio-Corbezzi. A Porretta Terme gli è stata dedicata una piazza, e un'altra è stata dedicata a Vittorio Emanuele II.

## Storia
| Tratto           | Attivazione      | Attivazione |
| ---------------- | ---------------- | ----------- |
| Bologna-Vergato  | 18 agosto 1862   | [ 3 ]       |
| Vergato-Pracchia | 1º dicembre 1863 | [ 3 ]       |
| Pracchia-Pistoia | 2 novembre 1864  | [ 3 ]       |
| Manuale          |                  |             |

### Premesse
Nella seconda metà del XIX secolo, nel Granducato di Toscana venne sviluppata una rete ferroviaria organica ed estesa, mediante la costruzione delle linee Leopolda (Firenze-Pisa-Livorno), Maria Antonia (Firenze-Prato-Pistoia), Pisa-Lucca e Centrale Toscana (Empoli-Siena).
In tale periodo venne iniziata la costruzione della Pistoia-Lucca e lo studio dei collegamenti Firenze-Chiusi e Firenze-Bologna attraverso il valico dell'Appennino.
Nel 1845 i fratelli Bartolomeo, Pietro e Tommaso Cini, imprenditori di San Marcello Pistoiese, presentarono al Granduca di Toscana una proposta di costruzione di una ferrovia per l'attraversamento dell'Appennino.
La linea proposta dai Cini partiva da Pistoia e risaliva la valle del torrente Ombrone con pendenza del 20 per mille fino a San Felice. Da qui si arrampicava sui contrafforti dell'Appennino per 16 km con pendenze tra il 25 e il 12 per mille, superando la montagna a Pracchia con una galleria di 2.700 metri. Da Pracchia a Bologna la linea avrebbe seguito il corso del Reno. La linea avrebbe avuto uno sviluppo tortuoso, ma all'ingegnere Cini interessava innanzitutto promuovere gli interessi pistoiesi e collegare Pracchia con Pistoia. Allo scopo di dare seguito al progetto, i fratelli Cini fondarono una "Società anonima della strada ferrata dell'Appennino", in quanto il granduca, pur approvandola, non intendeva finanziarla con le casse granducali.

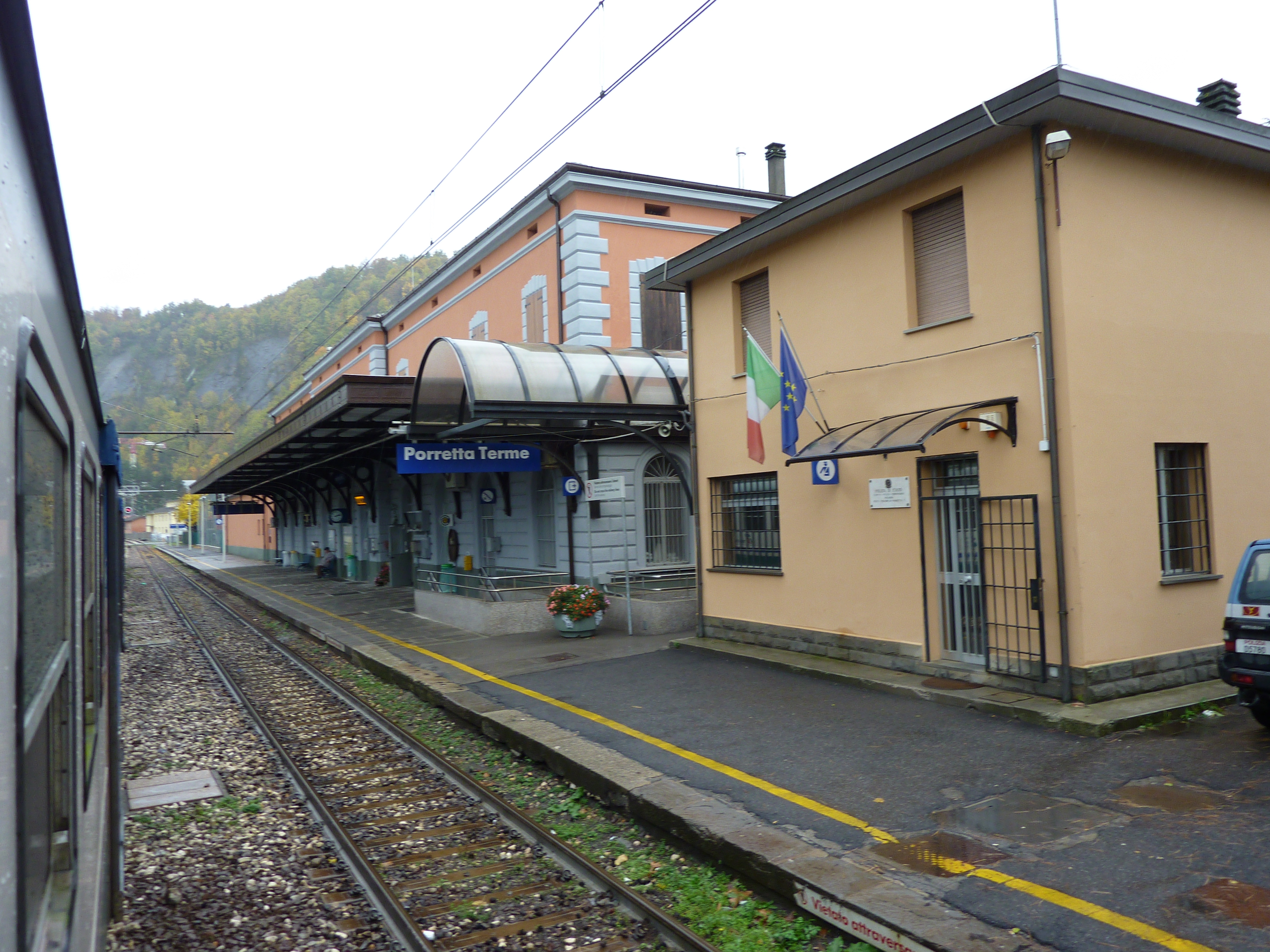
Stazione di Porretta Terme, da cui prende nome la linea

Anche l'ingegnere Ciardi, di Prato, presentò un suo progetto. Il Ciardi contestò il progetto Cini per la transappennina Porrettana; la ferrovia transappenninica, secondo lui, doveva essere pensata in funzione della rete ferroviaria che si stava formando in Italia ed essere il mezzo « [...] più economico possibile per le merci e il più rapido per i viaggiatori diretti al nord».
Per far ciò la linea doveva avere poca pendenza ed essere la più breve possibile tra Firenze e Bologna. Il Ciardi, abbandonato il suo primo progetto di varcare l'Appennino seguendo le valli del Bisenzio, del Setta e del Reno, in alcuni tratti con pendenze superiori al 12 per mille, ne fece un secondo con pendenze inferiori e più breve di 14 km rispetto alla Porrettana, che prevedeva di passare l'Appennino in prossimità dell'abitato di Gavigno, a 480 metri s.l.m., con una galleria di 4 km e con pendenze massime del 12 per mille.
La prospettiva di una scelta che avrebbe determinato l'aumento dell'importanza di Pistoia o di Prato scatenò la competizione fra le due città. A Prato si costituì un Comitato per appoggiare e propagandare la realizzazione della Valle del Bisenzio. A Pistoia il progetto dei Cini venne fatto proprio dalla società anonima pistoiese. Le controversie protratte e, nel 1848, i moti rivoluzionari portarono allo scioglimento della società creata dai Cini. Sul versante bolognese l'ostacolo era rappresentato dall'ostilità del papa Gregorio XVI verso la costruzione delle ferrovie; fu soltanto dopo l'ascesa al soglio pontificio di Pio IX che la situazione ebbe sblocco, anche se essenzialmente la tendenza pontificia era che le ferrovie corressero all'interno dello Stato Pontificio.
Il progetto "pistoiese" sembrò naufragare, ma a far pendere la bilancia in suo favore fu l'interesse militare dell'Austria, che puntava ad un veloce collegamento con il porto di Livorno e con Pistoia, considerata punto strategico per il suo esercito. L'Austria, quindi, preferiva la Porrettana e fece pressioni su Leopoldo II, granduca di Toscana, che dovette orientarsi secondo gli interessi austriaci.
Proprio tali condizioni permisero l'avvio delle trattative e la stipula della Convenzione di Roma del 1º maggio 1851, sottoscritta da Austria, Granducato di Toscana, Ducato di Parma, Ducato di Modena e Stato Pontificio.
L'accordo portava avanti il progetto di realizzazione della "Strada ferrata dell'Italia centrale", costituita di massima dalle tratte Piacenza-Bologna, Bologna-Firenze (da definire se via Prato o via Pistoia) e Reggio Emilia-Borgoforte (questa per interesse austriaco, ma non ebbe seguito). Venne insediata a Modena una "Commissione internazionale" composta dai rappresentanti degli stati firmatari che portò infine alla decisione di affidare alla Società Anonima per la Strada Ferrata dell'Italia Centrale il contratto per la "Porrettana", stipulato il 26 gennaio 1852 a Modena (ma il Cini non poté firmarlo perché spirato il giorno prima). Iniziò quindi l'emissione di azioni per reperire i capitali occorrenti, per i quali i governi garantivano un interesse del 5%.
Negli anni successivi i vari lavori ebbero grande impulso, eccetto che per la Bologna-Pistoia, a causa delle polemiche fra i sostenitori delle due soluzioni, ma soprattutto per la difficoltà di reperire le somme necessarie. Nell'estate del 1853 iniziarono gli scavi di due pozzi di attacco per la costruzione della "galleria dell'Appennino" e i lavori propedeutici lungo il percorso; permanevano sempre le difficoltà finanziarie, che rallentavano l'esecuzione degli stessi.

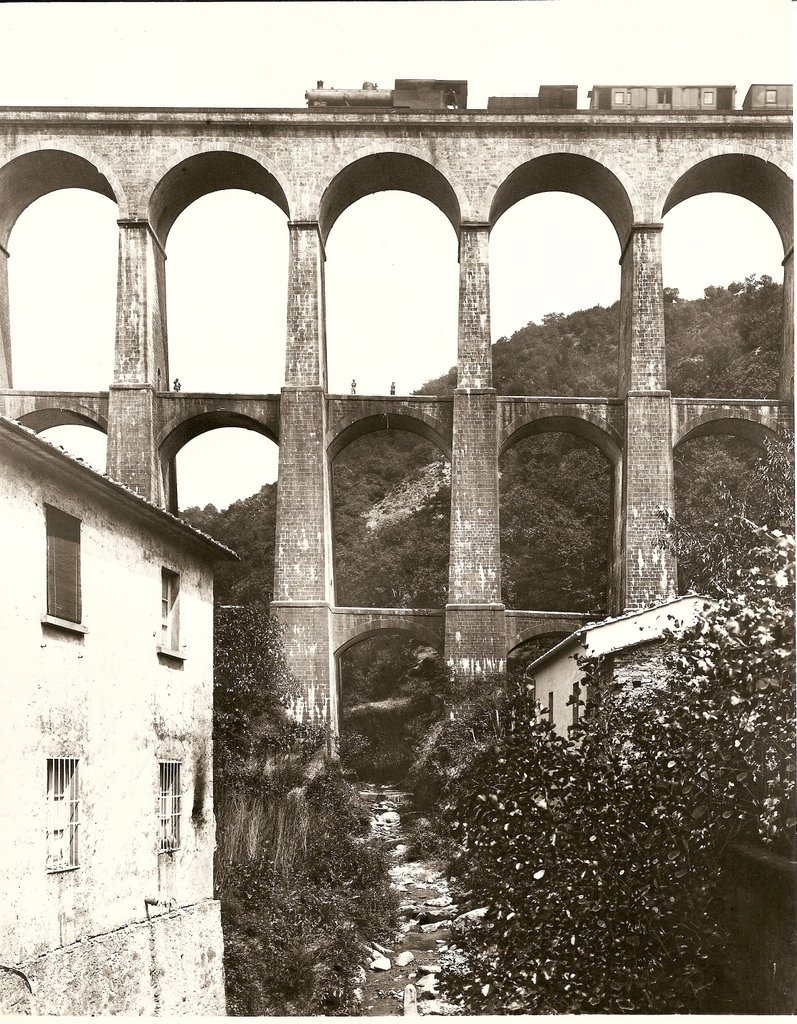
Il viadotto di Piteccio

Nel 1854, nel mese di dicembre, la "commissione internazionale" si riunì nuovamente per ridefinire l'assetto della società, che rischiava di non poter terminare i lavori intrapresi. L'anno successivo furono presentati alla stessa due progetti di riordino della società appaltante da parte di Pietro Bastogi e del Duca di Galliera; quest'ultimo ebbe la meglio, anche perché collegato alla casa Rothschild parigina.
Il 14 marzo 1856 a Vienna fu sottoscritta una nuova convenzione tra il governo austriaco, i ducati di Parma e Modena, il Granducato di Toscana e lo Stato Pontificio, in cui alla nuova concessionaria, la "Imperial-regia società privilegiata delle strade ferrate lombardo venete e dell'Italia centrale", a capitale misto austro-franco-anglo-italiano, (le case Rothschild di Vienna, Parigi e Londra e finanzieri italiani, fra cui il conte Bastogi e i duchi Lodovico Melzi e Raffaele De Ferrari) veniva rilasciata la licenza per terminare anche la "Strada ferrata dell'Appennino centrale", da Piacenza a Pistoia, con diramazione a Reggio Emilia per Borgoforte e quindi Mantova, fortezza del famoso "Quadrilatero". I collegamenti previsti rendevano chiara la visione strategico-militare sottesa alle scelte di percorso che andavano a confluire nelle linee esistenti del Lombardo-Veneto. Un piano, quindi, con precisi riferimenti strategici di interesse militare e non l'interesse puramente commerciale che fece nascere le prime ferrovie.

### Costruzione
La nuova società concessionaria affidò i lavori di costruzione ad un'impresa francese sotto la direzione del progettista francese Jean Louis Protche, il quale, insieme alla nutrita équipe di ingegneri che aveva portato con sé dalla Francia, rivide tutto il progetto; i lavori ripresero in maniera più spedita dal 1856 con la costruzione entro il 1859 di tutta la tratta in pianura e risolvendo il problema del valico con una galleria di 2727 metri, il cui scavo venne di fatto iniziato il 20 luglio 1858, e con un'altra galleria, quella di Piteccio, in curva con tornanti a forma di "S" della lunghezza originaria di 1.753 m. Il viadotto di Piteccio completava l'elenco delle realizzazioni imponenti tecnicamente ed estremamente costose. L'apertura della tratta completata in pianura avvenne il 20 luglio 1859, in sordina a causa del periodo difficile.

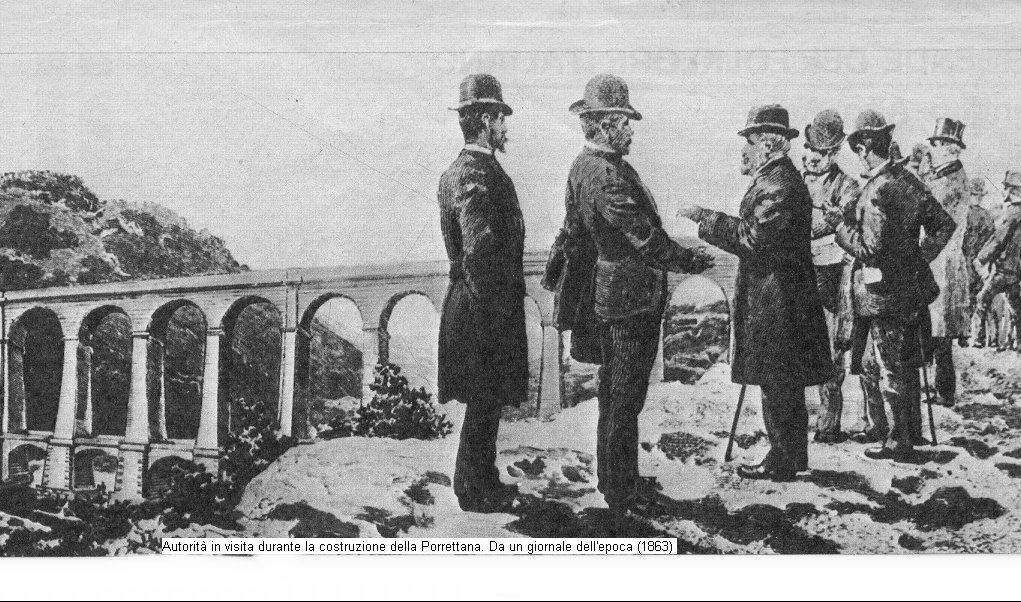
Autorità in visita durante i lavori della Porrettana, 1863. Sullo sfondo l'opera d'arte principale sul tratto toscano: il viadotto di Fabbricaccia (o di Piteccio) sul torrente Castagno

L'unificazione italiana produsse un avanzamento più veloce dei lavori; il 25 giugno del 1860 venne stipulata una "Convenzione" fra i ministri dei lavori pubblici e delle finanze del Regno di Sardegna e la Società anonima delle strade ferrate lombardo-venete e dell'Italia Centrale che riconfermava la precedente concessione ottenuta e stabiliva le norme di capitolato. L'8 luglio dello stesso anno questa venne approvata dal Parlamento del Regno (essendo ormai decaduta la "commissione" di Modena), con le nuove direttive perché venissero recise le clausole che connettevano la società all'Impero d'Austria o ai suoi interessi economici. Veniva definitivamente abbandonato il progetto attuativo della Reggio Emilia-Borgoforte, finalizzato agli interessi militari e logistici dell'Austria. Nel 1861 i lavori ripresero alacremente, attaccando la parte montana con tornanti che permettevano di non superare la pendenza del 22 per mille, ma aumentavano la lunghezza totale della tratta.
L'inaugurazione dell'ultimo tratto Pracchia-Pistoia il 3 novembre 1864 mise fine al servizio di diligenza, riducendo la durata del tragitto dalle 14 ore impiegate sul percorso stradale a 5 ore soltanto. La realizzazione della "Porrettana" rappresentava un grande passo in avanti, ma fu presto chiaro che era nata già inadeguata al compito.
L'esecuzione dei lavori, confermando le previsioni del Ciardi, fu lunga e costosa con 47 gallerie, per 13 km complessivi, molti viadotti e pendenze del 26 per mille. Da quattro anni ormai l'Austria aveva perso l'egemonia sull'Italia; gli scopi militari per cui era stata voluta la linea non c'erano più e, utilizzata per il traffico di merci e viaggiatori tra nord e sud, mostrò subito la sua scarsa potenzialità e i suoi molti problemi. La linea, a binario semplice da Pistoia a Bologna, per poco più di 98 km, era innestata alla Prato-Firenze, complessivamente 131 km. Tra Pistoia e Pracchia vi era un grado di prestazione 27 per cui, anche se la migliore locomotiva da montagna del periodo successivo poteva trainare 160 tonnellate a velocità più elevata, con una percorrenza fra Firenze e Bologna di 3 ore e mezzo, la linea aveva una potenzialità di sole 3.000 tonnellate di merci trasportabili al giorno.
Il treno inaugurale impiegò 5 ore per giungere da Bologna a Pistoia e l'orario iniziale prevedeva solo due coppie di treni giornalieri. Gli scopi promozionali del turismo della montagna per i quali la Porrettana era stata voluta dai pistoiesi tuttavia non si realizzarono, perché l'intensa utilizzazione per il traffico di transito delle merci dirette a nord e a sud non permetteva lo sviluppo di traffico locale, eccetto che per l'unica località di Terme della Porretta, centro di cura e villeggiatura. La galleria dell'Appennino creava gravi disagi ai viaggiatori e ai macchinisti, a causa del fumo asfissiante dei treni in salita che penetrava dappertutto. I pozzi di ventilazione aperti in seguito non risolvevano il problema e i ventilatori "Saccardo", azionati da motori a vapore, installati nel 1899 all'imbocco delle gallerie dell'Appennino di Piteccio e del Signorino lo migliorarono solo di poco. Ciò che rimane di questa tecnologia oggi non è altro che l'edificio che ospitava uno degli impianti, posto all'imboccatura nord della galleria dell'Appennino.
Si aggiungevano anche problemi di frenatura, a causa del deposito di scorie untuose e umide sui binari nei tratti coperti, ed un clima invernale spesso difficile. Malgrado tali difficoltà, il traffico raggiunse presto livelli elevati.
Durante la prima guerra mondiale fu raggiunta la maggiore intensità di traffico, con 70 treni nelle 24 ore. Si arrivò a predisporre delle squadre di macchinisti a cavallo appostati all'uscita delle principali gallerie, pronti a saltare sui treni che arrancavano salendo da Pistoia per rilevare i colleghi semi-asfissiati.

Ventilatore progettato dall'ingegnere Saccardo per aerare la galleria "dell'Appennino o di San Mommè" (tratta Pracchia-Pistoia), fotografato ai tempi dell'alimentazione trifase. Al centro della foto (nella trincea) il binario in discesa verso Pistoia e il portale della galleria. In primo piano (in basso a sinistra) il binario permette alle locomotive a vapore di raggiungere il ventilatore e fare da gruppo di emergenza in caso di interruzioni dell'alimentazione elettrica

### Esercizio
L'esercizio ebbe inizio con le locomotive a vapore fornite dal deposito locomotive di Firenze S.M.N. per la semplice trazione fino a Pistoia, dove venivano attaccate le locomotive di spinta per il tratto di massima pendenza Pistoia-Pracchia. Tra le prime locomotive che prestarono servizio vi furono le "Beugniot", fornite tra il 1861 e il 1871 da Koechlin; erano imponenti macchine a quattro assi accoppiati, ma permettevano una velocità commerciale di 20 km/ora. Dal 1873 in poi entrarono in esercizio le nuove macchine studiate dalla SFAI e costruite dalla Sigl di Vienna in 60 esemplari, divenuti infine le FS 420.
Queste ultime tuttavia permettevano in doppia trazione il traino di sole 260 t per treni viaggiatori e 270 per treni merci.
Nel 1908, con l'entrata in servizio delle locomotive 730 per treni viaggiatori e 470 per treni merci, fu possibile ridurre le percorrenze a metà tempo, anche se la tortuosità della linea, a semplice binario, le forti pendenze e le numerose gallerie rendevano la circolazione molto difficoltosa. Con le "470" a cinque assi accoppiati, tuttavia, la prestazione in doppia trazione raggiunse le 420 tonnellate.
Il 1927 rappresentò l'anno della svolta: sulla linea ormai gravata da un intensissimo traffico ebbe inizio il primo esperimento in Italia di gestione centralizzata della circolazione con Dirigente Centrale.
Nello stesso anno, il 24 maggio, avvenne il passaggio alla trazione elettrica trifase nel tratto più difficile tra Pistoia e Porretta e, il 28 ottobre, nel rimanente percorso, che a pieno regime permise un traffico di 60 treni giornalieri. Vi trovarono impiego i locomotori gruppo 551, 431, 333, cui seguirono le 432 e 554. L'uso della trazione elettrica raddoppiava la velocità di marcia e la prestazione ottenibile in doppia trazione; la linea sopportava comunque un traffico ormai al limite.
La Direttissima, i cui i lavori erano iniziati nel 1913, realizzata dopo tanti sforzi, era finalmente pronta; così il 22 aprile 1934 la Porrettana venne retrocessa a far fronte al solo traffico locale, con cinque coppie di treni al giorno. Come curiosità è da rilevare che proprio nella stazione di Sasso di questa linea era attestato il capolinea sud della linea di servizio a scartamento ridotto italiano di 950 mm (conosciuta anche con il nome di "Ferrovia della Val del Setta"), che venne utilizzata durante la costruzione della Direttissima Bologna-Firenze per collegare il cantiere di Lagaro con il resto della rete. L'elettrificazione a corrente continua, a 3000 volt, della nuova linea "transappenninica" poneva ora anche la necessità di razionalizzazione dell'esercizio elettrico, per cui la "Porrettana" dal 13 maggio 1935 fu convertita a corrente continua e il nuovo esercizio fu affidato essenzialmente ad elettromotrici E.624 con rimorchiate e locomotive E.626 per qualche treno viaggiatori di materiale "ordinario" o merci.
La seconda guerra mondiale diede il colpo di grazia alla linea. Nel corso della ritirata dalla Linea Gotica furono distrutte sistematicamente le opere d'arte, i fabbricati e tutto quello che poteva essere utile al nemico. Tra Bologna e Pistoia furono fatti saltare 29 ponti (tra cui il maestoso viadotto in muratura di Piteccio), 8 gallerie, 10 stazioni, 45 case cantoniere, 52 km di binario. Si ricorse anche allo scontro di due locomotive cariche di esplosivo in piena galleria.
La ricostruzione avvenne a tempo di record e nel giro di qualche anno vennero riattivate linea ed impianti; il tratto da Bologna a Pracchia fu infatti riaperto il 5 ottobre 1947, mentre quello tra Pracchia e Pistoia il 29 maggio 1949. La "Porrettana" venne utilizzata, nel dopoguerra, per l'esercizio sperimentale delle locomotive ad eccitazione compound E.424 a frenatura elettrica a recupero di energia, proprio a causa del tracciato difficile e della sua vicinanza a Firenze, sede dell'Ufficio Materiale e Trazione.
La linea mantenne comunque un traffico di interesse prettamente locale. Nel 1965 la soppressione del servizio ferroviario della ferrovia Pracchia-Mammiano ebbe ripercussioni anche sulla "Porrettana", che venne privata del traffico addotto dalla piccola ferrovia locale.
Nel 1960 una serie di piogge causò smottamenti e frane che danneggiarono la Direttissima, causando il blocco temporaneo dei convogli tra Bologna e Firenze, eccetto dell'ETR 300 Settebello, una cui corsa da Roma a Milano fu dirottata via Pistoia-Porretta, riconferendo simbolicamente per un attimo alla Porrettana gli antichi lustri di linea di transito dei principali convogli tra le due maggiori città italiane.
Nel 1984 iniziarono i lavori di installazione del CTC sulla linea; nello stesso periodo venne studiata la ristrutturazione degli orari per introdurre il cadenzamento, ma con "rottura di carico" a Porretta dall'estate del 1985. Tre treni passanti (ancora lasciati in carico alle vecchie E.424) avrebbero servito l'intero percorso, mentre il resto del traffico, per circa 60 treni giornalieri, avrebbe servito le due città terminali con materiale più recente. Il nuovo utilizzo come tratte "suburbane" delle due sezioni gravitanti su Bologna e su Pistoia comportò infatti l'arrivo di nuovi rotabili nella linea, quali i treni G.A.I., elettromotrici ALe 803 (poi sostituite negli anni novanta in gran parte dalle ALe 642) e anche treni navetta con E.656 o E.632 + carrozze a piano ribassato per le tracce orarie delle ore di punta sul lato bolognese, al posto dei vecchi rotabili (E.424 con carrozze Corbellini e Centoporte e ALe 880) in uso precedentemente.
Nel 1988 la tratta Bologna Borgo Panigale-Casalecchio di Reno fu trasformata da singolo a doppio binario in previsione dell'avvio del servizio ferroviario metropolitano di Bologna e della reintroduzione dell'esercizio passeggeri sulla ferrovia Casalecchio-Vignola, che negli anni successivi fu sottoposta a completa riqualificazione e reinglobata nel sistema.
Dal 1990 vennero del tutto soppressi i treni che percorrevano l'intera linea, lasciando solo i servizi sulle tratte afferenti terminali e riducendo quelli che permettevano con cambio treno l'intero percorso. Successivamente venne incrementato il cadenzamento da 60 a 30 minuti sul lato bolognese con l'avvio del servizio ferroviario metropolitano di Bologna nella tratta Bologna Centrale-Marzabotto, affidato sempre ad ALe 642 e ALe 803, alternato al già collaudato servizio a cadenza 60 minuti tra Bologna Centrale e Porretta Terme + treni navetta per le ore di punta, e con l'entrata in servizio di una nuova fermata a Borgonuovo di Sasso Marconi. Il servizio sul tratto pistoiese della linea nello stesso periodo veniva invece progressivamente ridotto e lasciato a composizioni minime di elettromotrici ALe 642.
Negli stessi anni vennero progressivamente disabilitati i vari scali merci ancora in esercizio e attigui alle stazioni (Bologna Borgo Panigale, Casalecchio di Reno, Sasso Marconi, Marzabotto, Pioppe di Salvaro, Vergato, Riola, Porretta Terme) e vennero soppressi gli ultimi Merci Omnibus ancora in esercizio per il rifornimento di legname alle cartiere di Marzabotto.
Negli anni 2000 la linea ha visto l'introduzione di nuovo materiale rotabile per i regionali Bologna Centrale-Marzabotto, quali i TAF in sostituzione delle ormai anziane ALe 803, unitamente alle versioni rinnovate di carrozze per servizi navetta e alle onnipresenti ALe 642, anch'esse progressivamente aggiornate e rinnovate con l'introduzione del condizionamento e miglioramento del comfort per l'utenza.
Il 15 settembre 2003 è entrato in funzione il servizio ferroviario metropolitano (SFM) sulla ricostruita ferrovia per Vignola, ridenominata Suburbana Bologna-Vignola, con conseguente aumento del carico sulla tratta Casalecchio Garibaldi (nuova stazione-porta del nodo di Bologna e di diramazione della linea per Vignola dalla Porrettana, l'unica oggi presenziata da personale, oltre a Porretta Terme), con cadenzamento a 15 minuti e entrata in esercizio della nuova fermata di Casteldebole. Sempre degli anni 2000 è l'attivazione della fermata di Pian di Venola.
Nel 2007 tutte le stazioni comprese da Pistoia a Porretta Terme (eccetto Valdibrana e Piteccio, in quanto prive di servizio viaggiatori) sono state rimodernate.
Il 7 agosto 2010 è stato attivato un nuovo tracciato tra la stazione di Bologna Centrale e il posto di movimento Santa Viola, lungo 4,158 km e attrezzato con blocco conta assi e velocità massime di 60 km/h per i treni circolanti in rango A/B/C.
Il 28 febbraio 2011 il servizio ferroviario sulla tratta Pistoia-Porretta Terme subì un drastico calo: sei coppie di treni e corse sostitutive con autobus. Le motivazioni della riduzione furono attribuite al taglio dei trasferimenti Stato-Regione in materia di trasporto pubblico. In sostituzione dei treni soppressi furono utilizzati ventiquattro autobus con traccia oraria simile a quella ferroviaria precedente.
Dal 5 gennaio al 14 dicembre 2014 la tratta da Pistoia a Porretta Terme è stata chiusa a causa di smottamenti del terreno.
Dal 9 giugno 2024 il servizio regionale sul versante emiliano, precedentemente svolto sulle relazioni Porretta Terme-Bologna Centrale e Marzabotto-Bologna Centrale, è stato prolungato fino al nuovo capolinea di Pianoro, lungo la ferrovia Bologna-Firenze (direttissima); le nuove relazioni passanti per Bologna Centrale, con cadenza semioraria dal lunedì al sabato, costituiscono la linea S1 del servizio ferroviario metropolitano di Bologna.

## Caratteristiche
| Continuation backward |

|  | Unknown route-map component "ABZg+l" | Unknown route-map component "CONTfq" |

| Station on track |

| Unknown route-map component "CONTgq" | Unknown route-map component "ABZgr" |  |

| Unknown route-map component "CONTgq" | Junction both to and from right |  |

| Unknown route-map component "hKRZWae" |

| Non-passenger station/depot on track |

| Unknown route-map component "CONTgq" | Unknown route-map component "ABZgr+xr" |  |

| Stop on track |

| Unknown route-map component "uexCONTgq" | Unknown route-map component "emKRZu" | Unknown route-map component "uexCONTfq" |

| Stop on track |

|  | Unknown route-map component "eABZg2" | Unknown route-map component "exSTRc3" |

|  | Unknown route-map component "exSTRc1" + Station on track | Unknown route-map component "exSTR+4" |

| Unknown route-map component "exSHI4+rq" | Unknown route-map component "exSTR+r" + Unknown route-map component "kABZg3" | Unknown route-map component "exSTR" |

| Unknown route-map component "dCONTgq" | Unknown route-map component "exSHI4lq" + Unknown route-map component "xkABZq1" | Unknown route-map component "eKRZu+k4" + Unknown route-map component "exSTRc2" | Unknown route-map component "exSTRq" + Unknown route-map component "exSTR3" | Unknown route-map component "exdKBHFeq" |

|  | Unknown route-map component "eABZg+1" | Unknown route-map component "exSTRc4" |

| Unknown route-map component "HSTeBHF" |

| Stop on track |

| Stop on track |

| Station on track |

| Stop on track |

| Station on track |

| Stop on track |

| Station on track |

| Station on track |

| Stop on track |

| Unknown route-map component "tSTRa" |

| Unknown route-map component "tSTRe" |

| Station on track |

| Unknown route-map component "tSTRa" |

| Unknown route-map component "tSTRe" |

| Unknown route-map component "eBHF" |

| Stop on track |

| Station on track |

| Stop on track |

| Unknown route-map component "HSTeBHF" |

| Stop on track |

| Unknown route-map component "STR+GRZq" |

| Unknown route-map component "exKBHFa" | Station on track | Unknown route-map component "lGIPr" |

| Unknown route-map component "excCONTgq" | Unknown route-map component "exSTRr" | Straight track | Unknown route-map component "+c" |

| Unknown route-map component "tSTRa" |

| Unknown route-map component "tSTRe" |

| Stop on track |

| Stop on track |

| Unknown route-map component "tSTRa" |

| Unknown route-map component "tSTRe" |

| Station on track |

| Station on track |

| Enter and exit tunnel |

| Unknown route-map component "HSTeBHF" + Small non-passenger station on track |

| Stop on track |

| Unknown route-map component "CONTgq" | Unknown route-map component "ABZg+r" |  |

| Station on track |

|  | One way leftward | Unknown route-map component "CONTfq" |

- Lunghezza: 99 km 
  - Pistoia-Casalecchio Garibaldi a binario unico
  - Casalecchio Garibaldi-Bologna Centrale a doppio binario
- Andamento altimetrico:

1. tratto Pistoia-Pracchia con pendenza media 22 per mille, massima 26 per mille in corrispondenza della stazione di Valdibrana;
2. tratto Pracchia-Porretta, media 17 per mille, massima 25 per mille fra Ponte della Venturina e Molino del Pallone;
3. tratto Porretta-Bologna, media 5 per mille, massima 11 per mille.

- Gallerie 48 per complessivi 18,480 km:

1. Galleria Vaioni, 533 metri, in curva con raggio di 350 m,
2. complesso Piteccio-Vignacci-Fabbiana, 1.708 metri curve con raggio 300 metri;
3. Galleria Signorino, 1073 m. con pendenza 22 per mille;
4. Galleria dell'Appennino 2.727 metri con pendenza 24,43 per mille;
5. Galleria Casale 2.622 m,
6. Galleria Riola 1.384 m.

- Ponti e viadotti in numero di 64 per complessivi 2,240 km
- Passaggi a livello: 29.
- Stazioni e fermate 18.
- Esercizio a trazione elettrica a corrente continua.

Dal 1883 al 1938 a Casalecchio di Reno la linea era intersecata a livello dalla tranvia Bologna-Casalecchio-Vignola.

### Percorso

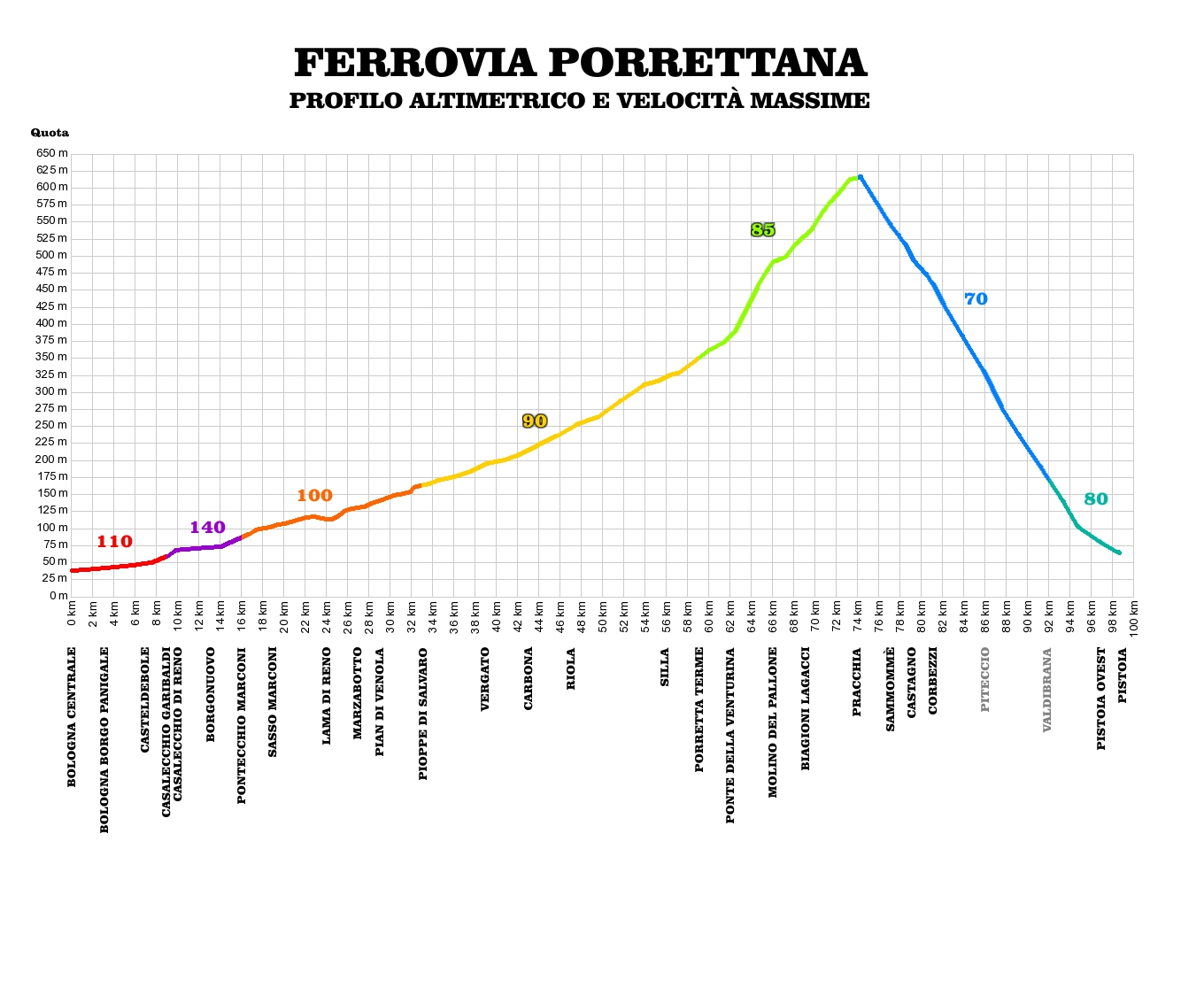
Profilo altimetrico della Porrettana e relative velocità massime

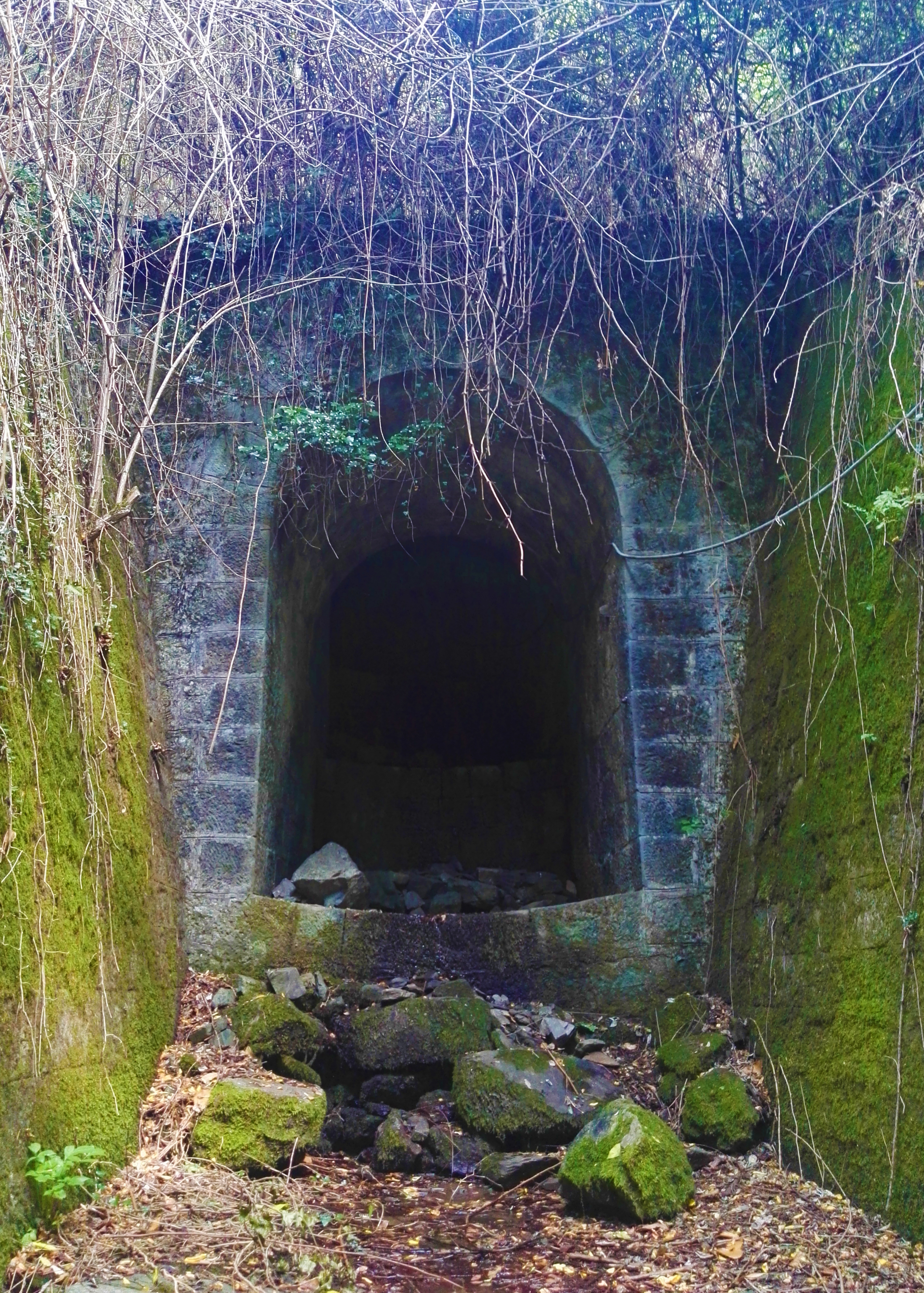
Una delle gallerie idrauliche visibili. Questa è nei pressi di Castagno

Dalla Pianura Padana la linea ferroviaria segue verso sud il corso del fiume Reno risalendolo. Contrariamente alla SS 64 Porrettana che dove costeggia il Reno è tutta in versante sinistro  (secondo lo scorrimento del fiume), la ferrovia fu volutamente progettata da Protche quasi interamente nell'alveo del fiume, questo al fine di evitare coinvolgimenti in movimenti franosi. A tale scopo la ferrovia oltrepassa parecchie volte il fiume sia in destra Reno che in sinistra, proprio per evitare zone franose. Infatti non si sono mai registrate importanti interruzioni della linea causate da frane, contrariamente a quanto successo all'adiacente SS 64 Porrettana.
Tra Porretta Terme e Ponte della Venturina le pendenze della linea iniziano a crescere così come il numero di gallerie poiché la valle del Reno diventa progressivamente sempre più stretta e ripida. A Pracchia la linea abbandona il citato fiume per cambiare versante passando nella valle dell'Ombrone Pistoiese tramite la Galleria dell'Appennino.
All'uscita di detta galleria di valico, la linea si mantiene alta in sinistra Ombrone (che scorre verso sud) per andare ancora a cambiare versante dopo Castagno tramite la galleria del Signorino. Siamo ora nel versante destro del torrente Brana (che scorre verso sud ovest). La ferrovia qua inizia un primo grande tornante in senso orario a 180° puntando dunque in direzione nord, e tramite alcune piccole gallerie, di nuovo nel versante di sinistra Ombrone. Tramite la terna di gallerie Fabbiana-Vignacci-Piteccio (separate da due trincee ferroviarie-vedi sotto capitolo "Opere ingegneristiche secondarie") la linea in galleria fa un secondo grande tornante per proseguire sempre in sinistra Ombrone sino alla stazione di Pistoia.

#### Opere ingegneristiche secondarie
Oltre alle opere ingegneristiche primarie, quali infrastrutture, gallerie, viadotti, ecc. è possibile vedere singolari quanto semi sconosciute opere ingegneristiche secondarie quali trincee ferroviarie, pozzi di aerazione e gallerie idrauliche. Dette opere sono concentrate prevalentemente attorno all'insieme di gallerie di Piteccio (Piteccio-Vignacci-Fabbiana) una volta un unico tunnel che nel 1882 fu separato in 3 tronchi dall'apertura di 2 trincee (Vignacci e Castagno) per agevolare lo smaltimento dei fumi delle vaporiere. In zona è visibile anche un pozzo di aerazione, mentre altri 3 sono dislocati lungo la Galleria dell'Appennino. Alcune gallerie idrauliche sono visibili presso la trincea di Castagno (Il torrente) e a poche centinaia di metri dall'omonimo abitato. Tutte queste opere oggi di interesse storico sono raggiungibili facilmente tramite sentieri escursionistici con chiare indicazioni a titolo "Itinerari del vapore" fatte dalla pro loco di Piteccio e San Mommè.

#### Escursionismo turistico
Nella zona collinare compresa tra le stazioni di Castagno e Piteccio (chiusa al servizio viaggiatori) ovvero lungo il versante sinistro dell'Ombrone Pistoiese, è possibile vedere la stessa linea ferroviaria scorrere più o meno parallelamente per tre volte: prima in direzione sud da San Mommè verso Castagno e Corbezzi, poi in direzione nord in prossimità dell'abitato di Fabbiana, e poi di nuovo ancora verso sud dopo Piteccio. Questa è anche la zona più interessante per gli amanti delle opere ingegneristiche, in quanto vi si trovano alcuni pozzi di ventilazione, le due trincee ferroviarie e il viadotto di Piteccio. Dette opere sono collegate anche da percorsi ciclopedonali per escursionisti e amanti del trekking nonché accompagnate da apposita cartellonistica detta "Itinerario del Vapore" promossa dalla Regione Toscana e dal Comune di Pistoia.